# Werner Reiterer
Werner Reiterer, född 27 januari 1968, är en friidrottare från Australien. Han deltog vid olympiska sommarspelen 1988 och olympiska sommarspelen 1992.